# Vôlei Guarulhos
A Associação Social Esportiva Índios Guarus é uma entidade de voleibol, mantenedora do time profissional masculino denominado Vedacit/Vôlei Guarulhos, que compete atualmente a Superliga Série A, a principal divisão do voleibol nacional.

## História
Conhecido como Vôlei Vedacit Guarulhos, ganhou o destaque no nome devido ao patrocinador principal. Fundado em 2018, conquistou em 2019 a Superliga Série C, na época com a parceria do Sport Club Corinthians Paulista, chegou disputar a Superliga Brasileira A de 2018–19 e terminou na nona posição.
Em 2020, disputou a edição da Superliga Série B como Vedacit/Vôlei Guarulhos, liderando a competição e conquistando a vaga para disputar a Superliga Série A de 2020–21, repetindo a nona posição anterior. Permanecendo na elite nacional para o período de 2021-22, a equipe de Guarulhos terminou o primeiro turno da edição mencionada anteriormente na quinta posição, garantindo a qualificação, pela primeira vez, para disputar a Copa Brasil, avançando para as semifinais e terminando na quarta posição.
Em 23 de outubro de 2023, a equipe de Guarulhos celebrou sua primeira conquista no âmbito estadual. Após vencer cinco das seis partidas disputadas na fase classificatória, o Vedacit/Vôlei Guarulhos avançou para as semifinais, onde enfrentou e venceu o Farma Conde Vôlei São José em ambas as partidas da série melhor de três.
Nas finais, o Vedacit/Vôlei Guarulhos encarou o Suzano Vôlei, vice-líder na fase classificatória e a única equipe a derrotar os guarulhenses. Após vencer a primeira partida em casa, com um placar de 3 sets a 1, sofreu uma derrota fora de casa por 3 sets a 2, o que levou a série a um terceiro e decisivo jogo. Com a vantagem de jogar a partida decisiva em casa devido ao seu desempenho superior na fase classificatória, o Vedacit/Vôlei Guarulhos conquistou, de virada, o inédito título do Campeonato Paulista.

## Títulos e resultados
Campeonato Paulista
- Campeão: 2023
- Vice-campeão: 2021

 Superliga Brasileira - Série C
- Campeão: 2019